# Avro Canada C102 Jetliner
Avro C102 Jetliner je bilo štirimotorno reaktivno potniško letalo, ki so ga zasnovali v poznih 1940-ih pri kanadskem Avro Canada. Prvi let je bil 10. avgusta 1949, le 13 dni za britanskem de Havilland Comet. Tako je velja za drugo potniško reaktivno letalo na svetu, vendar Jetliner ni dosegel serijske proizvodnje. Jetliner, Comet in Tu-110 so si po konfiguraciji zelo podobna letala, vendar ni bilo nobeno letalo uspešno.

## Specifikacije (Avro C102 Jetliner)
Podatki iz 
Splošne karakteristike
- Tovor: 12700 lb ()
- Dolžina: 82 ft 5 in (25,1 m)
- Razpon kril: 98 ft (29,9 m)
- Višina: 26 ft 5½ in (8,1 m)
- Površina kril: 1157 sq ft (gros) ()
- Teža praznega letala: 37000 lb (16783 kg)
- Maks. vzletna teža: 65000 lb (29484 kg)
- Pogon letala: 4 × Rolls-Royce Derwent 5/17 turboreaktivni motor, 3600 lbf (16 kN) vsak

 Zmogljivost 
- Maks. hitrost: 500 mph (805 km/h)
- Potovalna hitrost: 420 mph (676 km/h)
- Doseg: 1250 milj (2000 km)
- Višina leta: 40300 ft (12300 m)
- Hitrost vzpenjanja: 2220 ft/min (677 m/min)
- Obremenitev kril: 51,86 lb/sq ft ()